# Portretul contelui-duce de Olivares (São Paulo)
Portretul contelui-ducelui de Olivares este o pictură realizată în ulei pe pânză de către artistul spaniol Diego Velázquez în anul 1624.  Acum se află în Muzeul de Artă din São Paulo din São Paulo, Brazilia.

## Istorie și caracteristicile picturii
Personajul din portret este Gaspar de Guzmán y Pimentel, contele-duce de Olivares, un om politic și nobil spaniol, conte de Olivares și duce de Sanlucar la Mayor, un favorit al regelui Filip al IV-lea.
Nu se cunoaște data exactă când a fost terminat tabloul, însă pictorul a fost plătit pentru munca sa la 4 decembrie 1624.
Pictura îl arată pe contele-duce stând cu mâna stângă pe mânerul sabiei, sprijinindu-și mâna dreaptă pe o masă pe unde apare o pălărie, care la rândul ei stă pe o covor de catifea. Ducele poartă o haină neagră sobră, cu simbolurile puterii sale la vedere, un lanț de aur cu zale mari, pinteni de aur și Crucea Roșie a Ordinului Calatrava, remarcându-se importanța, puterea și seriozitatea personajului.
De remarcat este și gulerul uriaș din jurul gâtului în comparație cu dimensiunile mai mici ale capului, ceea ce creează un impact vizual interesant.